# Зубріння (освіта)
Зубріння в освіті — це інтенсивне навчання задля засвоєння великого обсягу інформації за короткий проміжок часу. Його часто практикують студенти, які готуються до майбутніх іспитів, переважно безпосередньо перед ними. Зазвичай першочерговим завданням студента є поверхневе запам'ятовування матеріалу, який підходить для виконання завдань множинного вибору на іспиті, а не для засвоювання глибинної суті предмета. Педагоги неодноразово відмовляють учнів від зубріння, оскільки прискорене вивчення матеріалу призводить до незначного довготривалого утримання інформації в пам'яті, й таке явище часто іменують ефектом інтервалу. Попри це, педагоги все ж у своїй більшості наполягають на використанні завдань множинного вибору на екзаменах, оскільки вони є простішими у створенні, швидшими (а отже, і вигіднішими для закладу освіти) в оцінюванні та більш об'єктивними. Під час зубріння учні намагаються зосередитися лише на вивченні матеріалу, утримуючись від звичної собі діяльності.
На відміну від зубріння, двома методами, які наголошують на здатності запам'ятовування матеріалу шляхом проведення дискусій в аудиторії, через навчальні групи та власні міркування є активне навчання та критичне мислення. Кожен із зазначених методів вважається більш ефективним способом навчання та запам'ятовування інформації, ніж зубріння та запам'ятовування.

## Поширеність
У країнах Співдружності зубріння, як правило, відбувається під час тижня повторення (тиждень перед іспитами), також відомого як "swotvac" або "stuvac".

## Як метод навчання
Гарольд Едвард Горст у своїй книзі «Прокляття освіти» заявив, що «поки синонімом до освітнього навчального плану є зубріння, це буде причиною продовження людської посередності».
Загалом зубріння вважається невластивою технікою навчання, але стає все більш поширеним серед учнів як і середньої, так і вищої освіти. Намагання добре працювати на уроці та брати участь у позакласних заходах на додаток до інших обов'язків часто призводить до зубріння. Зубріння — це навичка навчання, яка часто використовується у процесі підготовки до іспиту чи іншого оцінювання успішності.
Зубріння найчастіше використовується старшокласниками та студентами, як засіб запам'ятовування великих обсягів інформації за короткий проміжок часу. Незадовго до тестування, учні часто змушені зубрити намагаючись зрозуміти матеріал або внаслідок неправильно розрахованого часу. Неправильне керування часом зазвичай є причиною зубріння в останню хвилину, і саме тому було створено безліч методів навчання для досягнення учнями кращих успіхів замість зубріння.

## Шкільна успішність
Головним аспектом для освітян різної кваліфікації та освітніх корпорацій і підприємств є навчання учнів уникати зубріння в останню хвилину. Однією з основних проблем, яка хвилює університетських радників, а також змушує учнів  хвилюватися через академічний успіх, є навчити та викласти методи навчання, які покращують здатність запам'ятовування, на відміну від вивчання задля підготовки до одного іспиту. В ідеалі відповідні навчальні навички слід запроваджувати та практикувати якомога раніше, щоб учні могли ефективно засвоїти механізми навчання.
За словами Вільяма Г. Зоммера, студенти в університетській системі часто змушені пристосовуватися до обмежень у часі, які беруть початок ще із часів коледжу, і тому часто застосовують зубріння, щоб добре скласти іспити. У своїй статті "Прокрастинація та зубріння: як обізнані студенти освоюють системою " він стверджує: «Багато учнів лише зовні пристосовуються до цієї системи, однак беруть участь в інтенсивному та окремому ритуалі, який охоплює п'ять аспектів: усвідомлена прокрастинація, підготовлена тривожність, кульмінаційне зубріння, виконання завдань в крайній термін і прихована перемога, котра залишається не визнаною. Як правило таким тямущим студентам важко допустити інших до своєї ефективної програми академічного виживання».